# Asplenium stuebelianum
Asplenium stuebelianum är en svartbräkenväxtart som beskrevs av Georg Hans Emmo Wolfgang Hieronymus. Asplenium stuebelianum ingår i släktet Asplenium och familjen Aspleniaceae. Inga underarter finns listade.